# Microbates collaris
Lo zanzariere dal collare (Microbates collaris Pelzeln, 1868) è un uccello passeriforme della famiglia Polioptilidae.

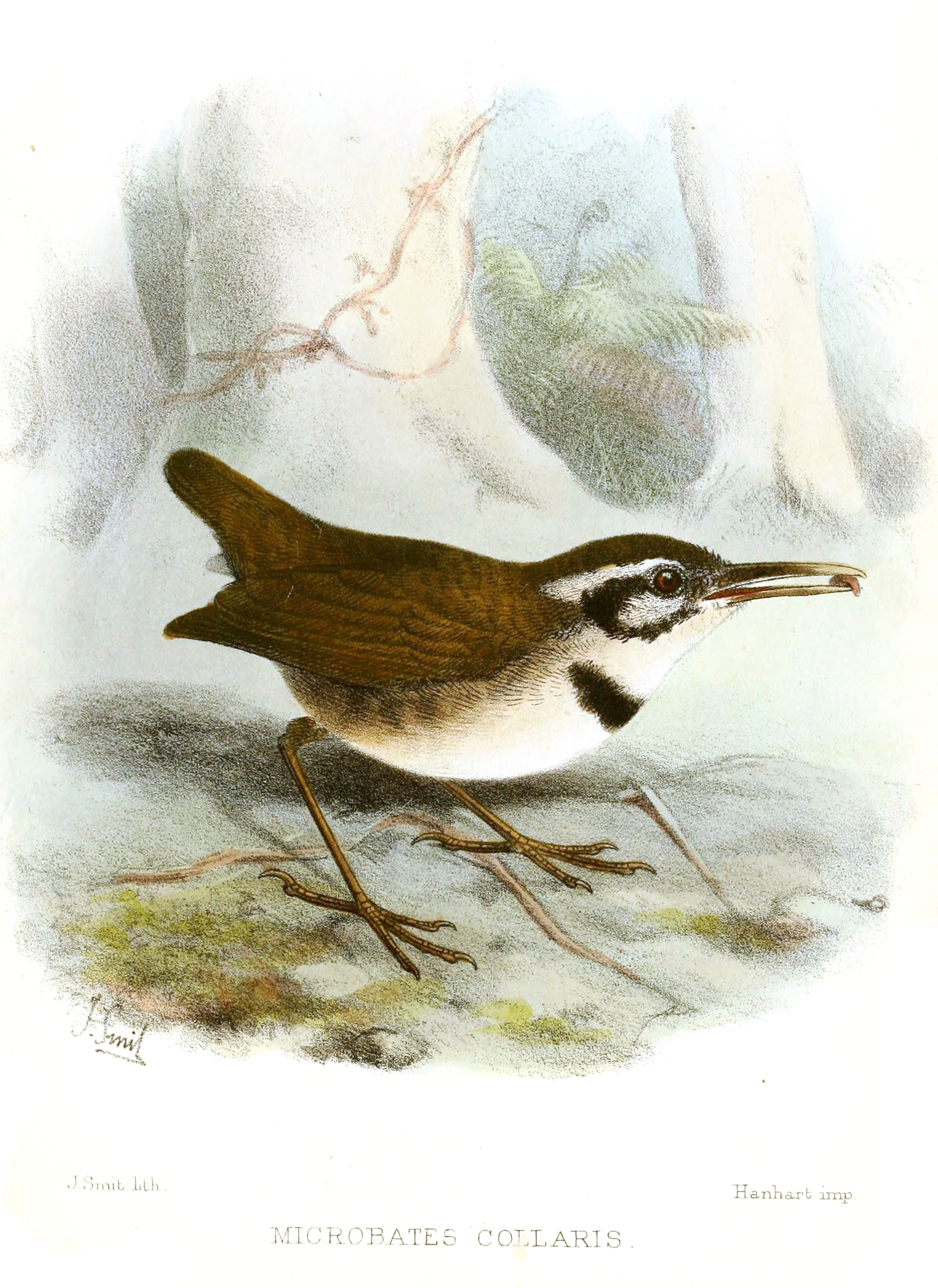

## Distribuzione e habitat
Lo si trova in Brasile, Colombia, Ecuador, Guiana Francese, Guyana, Perù, Suriname e Venezuela.
Il suo habitat naturale sono le foreste tropicali e subtropicali dei bassipiani.